# Scarites
Genre
Scarites est un genre d'insectes coléoptères de la famille des Carabidae, sous-famille des Scaritinae.

## Classification
Le genre Scarites est décrit par Johan Christian Fabricius en 1775,.

## Présentation

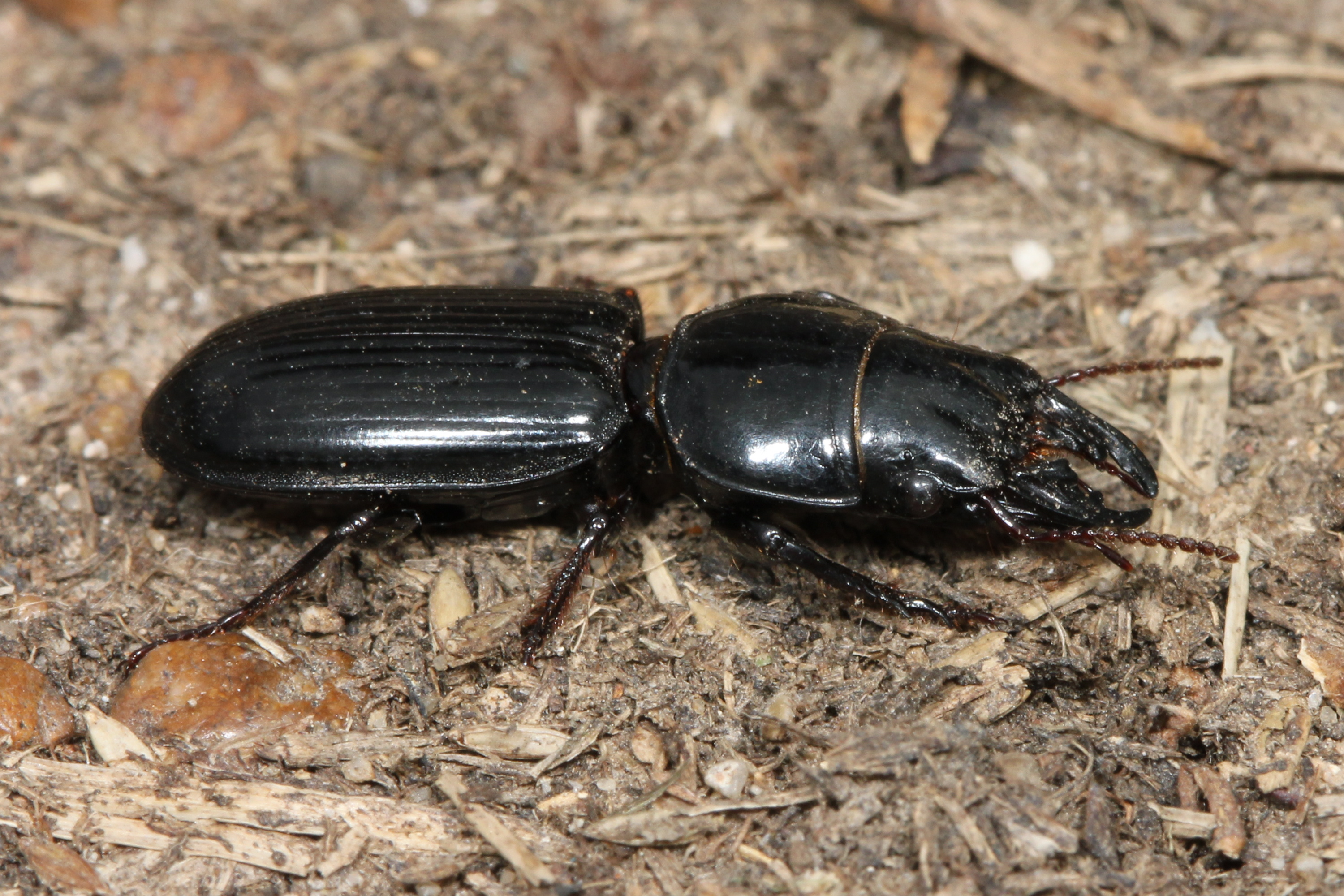
Carabe à grosse tête (Scarites subterraneus).

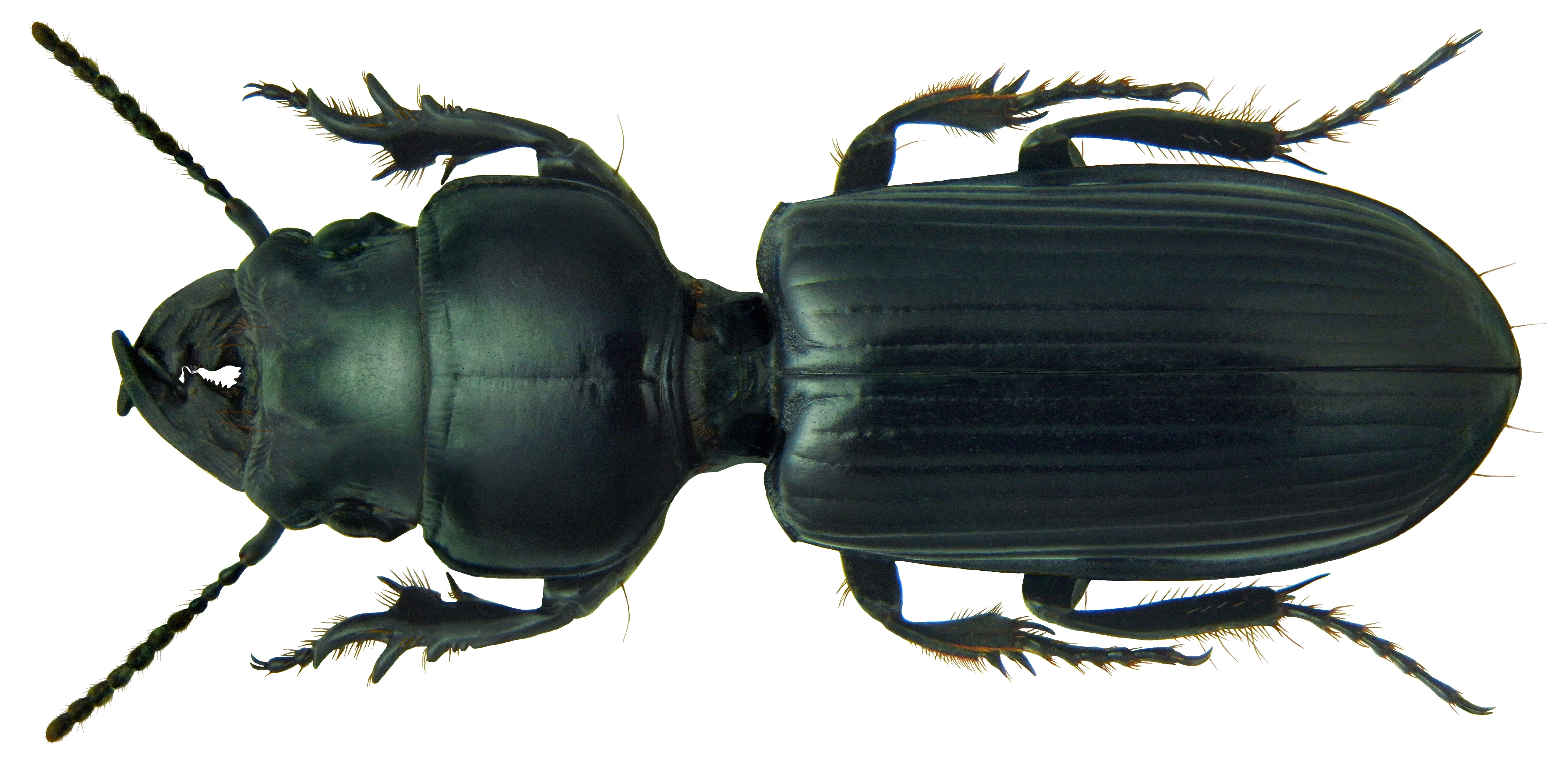
Scarites linearis.

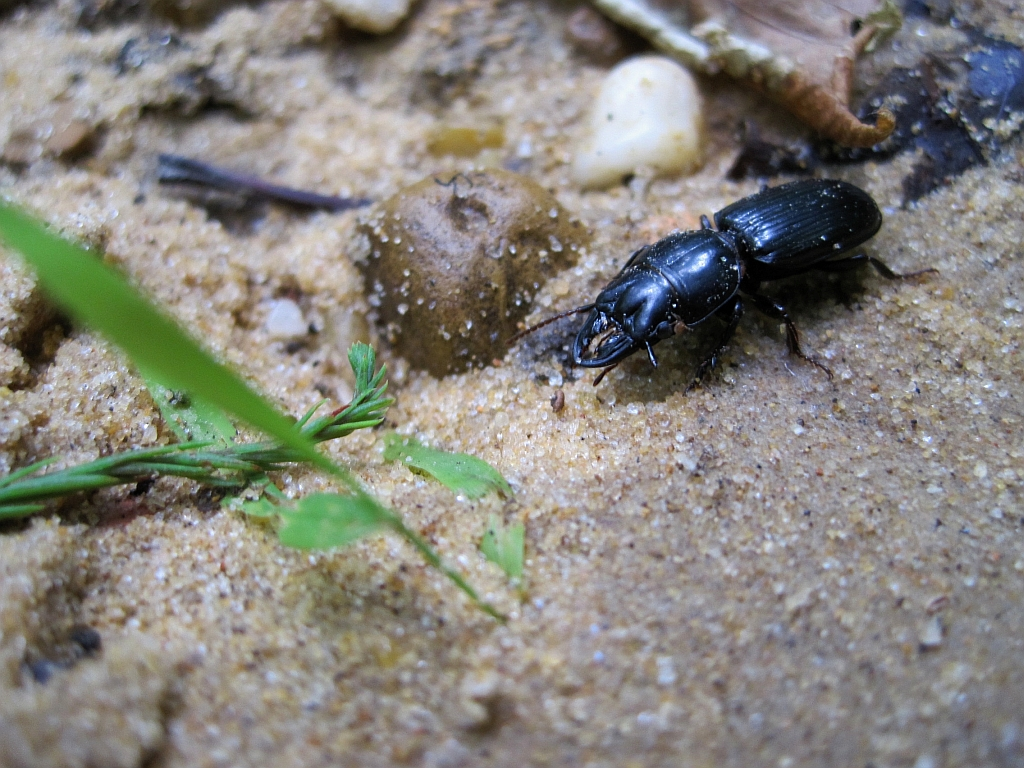
Scarites subterraneus.

Scarites est un genre de carabes originaire du Paléarctique, du Proche-Orient, d'Amérique du Nord et d'Afrique du Nord. Il y a au moins 190 espèces décrites dans les Scarites.
Ces coléoptères partagent les caractéristiques physiques des coléoptères plus tropicaux, mais ne sont pas étroitement liés. Les espèces du genre Scarites peuvent souvent être trouvées sous des rochers et des planches. S'ils sont touchés, ces insectes « font souvent le mort » en repliant leurs jambes et en cambrant le dos. Les coléoptères adultes sont des prédateurs et ont été observés en train de dominer des vers de farine beaucoup plus gros qu'eux-mêmes.

## Liste d'espèces
Voici une liste de 195 espèces de Scarites, un genre de carabes de la famille des Carabidae,,,,.
- Scarites abbreviatus Dejean, 1825 c g
- Scarites aberrans Bänninger, 1941 c g
- Scarites acutidens Chaudoir, 1855 c g
- Scarites aestuans Klug, 1853 c g
- Scarites afghanus A. Jedlička, 1967 c g
- Scarites angulifrons Chaudoir, 1881 c g
- Scarites angustesulcatus Baehr, 2002 c g
- Scarites angustus (Chaudoir, 1855) c g
- Scarites anomalus Andrewes, 1930 c g
- Scarites anthracinus Dejean, 1831 c g
- Scarites aterrimus A. Morawitz, 1863 c g
- Scarites atronitens Fairmaire, 1887 c g
- Scarites baenningeri van Emden, 1932 c g
- Scarites barbarus Dejean, 1825 c g
- Scarites basiplicatus Heyden, 1884 c g
- Scarites batesi Andrewes, 1929 c g
- Scarites beesoni Andrewes, 1929 c g
- Scarites bengalensis Dejean, 1826 c g
- Scarites biangulatus Fairmaire, 1898 c g
- Scarites birmanicus (H. W. Bates, 1892) c g
- Scarites bokalensis Bänninger, 1932 c g
- Scarites bonariensis (Chaudoir, 1881) c g
- Scarites bottegoi Bänninger, 1937 c g
- Scarites boucardi Chaudoir, 1881 c g
- Scarites bruchi Bänninger, 1932 c g
- Scarites bucida (Pallas, 1776) c g
- Scarites buparius (J. R. Forster, 1771) c g
- Scarites carinatus Dejean, 1825 c g
- Scarites cayennensis Dejean, 1825 c g
- Scarites ceylonicus Chaudoir, 1881 c g
- Scarites colossus Csiki, 1927 c g
- Scarites comoricus Alluaud, 1932 c g
- Scarites convexipennis Fairmaire, 1869 c g
- Scarites convexiusculus (Chaudoir, 1881) c g
- Scarites corbetti Andrewes, 1929 c g
- Scarites cormoides Andrewes, 1929 c g
- Scarites corvinus Dejean, 1831 c g
- Scarites costipennis Péringuey, 1896 c g
- Scarites crassus Andrewes, 1929 c g
- Scarites cubanus (Bänninger, 1937) c g
- Scarites cultripalpis Quedenfeldt, 1883 c g
- Scarites cycloderus Chaudoir, 1881 c g
- Scarites cyclops Crotch, 1871 c g
- Scarites cylindriformis Bänninger, 1933 c g
- Scarites cylindronotus Faldermann, 1836 c g
- Scarites defletus Bänninger, 1933 c g
- Scarites denticulatus Chaudoir, 1881 c g
- Scarites deplanatus (Bänninger, 1937) c g
- Scarites derogatus Andrewes, 1929 c g
- Scarites discoidalis Bänninger, 1938 c g
- Scarites distinguendus Chaudoir, 1855 c g
- Scarites doguereaui Gory, 1833 c g
- Scarites dubiosus Andrewes, 1929 c g
- Scarites dubius Bänninger, 1941 c g
- Scarites dyschromus Chaudoir, 1855 c g
- Scarites ecuadorensis Bänninger, 1941 c g
- Scarites edentatus Bänninger, 1932 c g
- Scarites emarginatus Herbst, 1806 c g
- Scarites epaphius Chaudoir, 1881 c g
- Scarites estriatus Fairmaire, 1887 c g
- Scarites eurytus Fischer von Waldheim, 1828 g
- Scarites exaratus Dejean, 1825 c g
- Scarites excavatus W. Kirby, 1819 c g
- Scarites fairmairei Bänninger, 1933 c g
- Scarites fatuus Karsch, 1881 c g
- Scarites feanus Bänninger, 1937 c g
- Scarites ferus Bänninger, 1933 c g
- Scarites fletcheri Andrewes, 1929 c g
- Scarites furcatus Bänninger, 1941 c g
- Scarites giachinoi (Bulirsch, 2019) c g
- Scarites granulatus Andrewes, 1929 c g
- Scarites gratus (Chaudoir, 1855) c g
- Scarites guerini (Chaudoir, 1855) c g
- Scarites guineensis Dejean, 1831 c g
- Scarites haidingeri Heer, 1861 c g
- Scarites heterogrammus Perty, 1830 c g
- Scarites holcocranius (Chaudoir, 1881) c g
- Scarites hypsipus Alluaud, 1917 c g
- Scarites illustris Chaudoir, 1881 c g
- Scarites impressus Fabricius, 1801 c g
- Scarites inaequalis Fairmaire, 1893 c g
- Scarites inconspicuus Chaudoir, 1855 c g
- Scarites indus G. A. Olivier, 1795 i c g
- Scarites interpositus (Bänninger, 1933) c g
- Scarites jakli Bulirsch, 2017 c g
- Scarites kabakovi (Dostal, 1997) c g
- Scarites klapperichi Bänninger, 1956 c g
- Scarites laevigatus Fabricius, 1792 c g
- Scarites lebasii (Chaudoir, 1855) c g
- Scarites limitaneus Andrewes, 1932 c g
- Scarites linearis Boheman, 1848 c g
- Scarites liopterus Chaudoir, 1881 c g
- Scarites liostracus Alluaud, 1930 c g
- Scarites lissopterus Chaudoir, 1881 i c g b
- Scarites lomaensis Basilewsky, 1972 c g
- Scarites longiusculus Chaudoir, 1881 c g
- Scarites lubricipennis S. Minowa, 1932 c g
- Scarites lucidus (Chaudoir, 1881) c g
- Scarites lunicollis Bänninger, 1933 c g
- Scarites madagascariensis Dejean, 1831 c g
- Scarites malangensis Quedenfeldt, 1883 c g
- †Scarites mancus J. F. Zhang, D. E. Liu & Shangguan, 1989 c g
- Scarites mandarinus Bänninger, 1928 c g
- Scarites mandibularis Andrewes, 1929 c g
- Scarites mandli A. Jedlička, 1963 c g
- Scarites marinus S. W. Nichols, 1986 i c g b
- Scarites mayumbensis Bänninger, 1933 c g
- Scarites melanarius Dejean, 1831 c g
- Scarites meridionalis Bänninger, 1941 c g
- Scarites migiurtinus Gui. Müller, 1944 c g
- Scarites minowai Habu, 1947 c g
- Scarites modestus (Chaudoir, 1881) c g
- Scarites moreti (Bulirsch, 2021) c g
- Scarites multisetosus Bänninger, 1941 c g
- Scarites natalensis Boheman, 1848 c g
- Scarites nigritus Boheman, 1848 c g
- Scarites nitens Andrewes, 1929 c g
- Scarites nitidiceps Baehr, 2002 c g
- Scarites nitidulus Klug, 1862 c g
- Scarites oberthueri Bänninger, 1938 c g
- Scarites obliteratus Bänninger, 1941 c g
- Scarites ocalensis S. W. Nichols, 1986 i c g
- Scarites onorei (Bulirsch, 2019) c g
- Scarites orthomus Chaudoir, 1855 c g
- Scarites palawanensis Bulirsch, 2017 c g
- Scarites paraguayensis Bänninger, 1928 c g
- Scarites parallelus Dejean, 1825 c g
- Scarites passaloides Quedenfeldt, 1883 c g
- Scarites patroclus Murray, 1857 c g
- Scarites patruelis LeConte, 1845 c g
- Scarites perplexus Dejean, 1825 c g
- Scarites pinguis Andrewes, 1929 c g
- Scarites planatus Dejean, 1831 c g
- Scarites planiusculus (Chaudoir, 1855) c g
- Scarites politus Bonelli, 1813 i c g
- Scarites polyphemus Herbst, 1806 c g
- Scarites praedator Chaudoir, 1881 c g
- Scarites procerus Dejean, 1825 c g
- Scarites productus Bänninger, 1933 c g
- Scarites pronotalis Bänninger, 1941 c g
- Scarites punctum Wiedemann, 1823 c g
- Scarites quadratus Fabricius, 1801 c g
- Scarites quadriceps Chaudoir, 1843 i c g b
- Scarites quadricostis Chaudoir, 1881 c g
- Scarites quadrimaculatus Gravenhorst, 1807 c g
- Scarites quadripunctatus Dejean, 1825 c g
- Scarites raptor Andrewes, 1932 c g
- Scarites reductus Bänninger, 1933 c g
- Scarites reichei (Chaudoir, 1881) c g
- Scarites retusus Andrewes, 1929 c g
- Scarites richteri Chaudoir, 1847 c g
- †Scarites robustiventris Théobald, 1937 c g
- Scarites rugatus (Chaudoir, 1881) c g
- Scarites rugiceps Wiedemann, 1823 c g
- Scarites rugicollis Dejean, 1825 c g
- Scarites rugosus Wiedemann, 1821 c g
- Scarites salinus Dejean, 1825 c g
- Scarites saxicola Bonelli, 1813 c g
- Scarites scaevus Andrewes, 1929 c g
- Scarites schubarti Bänninger, 1939 c g
- Scarites selene Schmidt-Goebel, 1846 c g
- Scarites semicircularis W. S. MacLeay, 1825 c g
- Scarites senegalensis Dejean, 1825 c g
- Scarites seriepunctatus (Bänninger, 1933) c g
- Scarites setosus Bänninger, 1941 c g
- Scarites sexualis Bänninger, 1938 c g
- Scarites silvestris Laporte, 1835 c g
- Scarites similis Chaudoir, 1881 c g
- Scarites simogonus Chaudoir, 1881 c g
- Scarites spectabilis (Chaudoir, 1881) c g
- Scarites stenodes Andrewes, 1929 c g
- Scarites stenops Bousquet & Skelley, 2010 i c g b
- Scarites striatus Dejean, 1825 c g
- Scarites strigifrons Baehr, 2002 c g
- Scarites stygicus (Chaudoir, 1881) c g
- Scarites subcostatus (Chaudoir, 1881) c g
- Scarites subcylindricus Chaudoir, 1843 c g
- Scarites subnitens Chaudoir, 1855 c g
- Scarites subpatroclus Basilewsky, 1972 c g
- Scarites subrugatus Chaudoir, 1881 c g
- Scarites subsulcatus Dejean, 1831 c g
- Scarites subterraneus Fabricius, 1775 i c g b  (big-headed ground beetle)
- Scarites sulcatus G. A. Olivier, 1795 c g
- Scarites sulciceps (Chaudoir, 1855) c g
- Scarites sulcifrons (Chaudoir, 1855) c g
- Scarites tauropus Andrewes, 1929 c g
- Scarites tenebricosus Dejean, 1831 c g
- Scarites terricola Bonelli, 1813 c g
- Scarites texanus Chaudoir, 1881 c g
- Scarites thiemei (Bänninger, 1933) c g
- Scarites timorensis Bänninger, 1949 c g
- Scarites trachydermon Andrewes, 1936 c g
- Scarites turkestanicus Heyden, 1884 c g
- Scarites unicus S. Minowa, 1932 c g
- Scarites urbanus S. Minowa, 1932 c g
- Scarites vicinus Chaudoir, 1843 i b
- Scarites vilcanotanus (Bänninger, 1932) c g
- Scarites vilhenai (Basilewsky, 1955) c g
- Scarites wittei (Bänninger, 1933) c g
- Scarites zambo Steinheil, 1875 c g
- Scarites zikani Bänninger, 1941 c g

Data sources : i = ITIS, c = Catalogue of Life, g = GBIF, b = Bugguide.net,,,

## Espèces fossiles
Selon Paleobiology Database en 2023, les espèces fossiles référencées sont au nombre de deux :
- †Scarites mancus, Zhang 1989
- †Scarites robustiventris, Théobald 1937

## Galerie

Quelques espèces vivantes du genre Scarites.
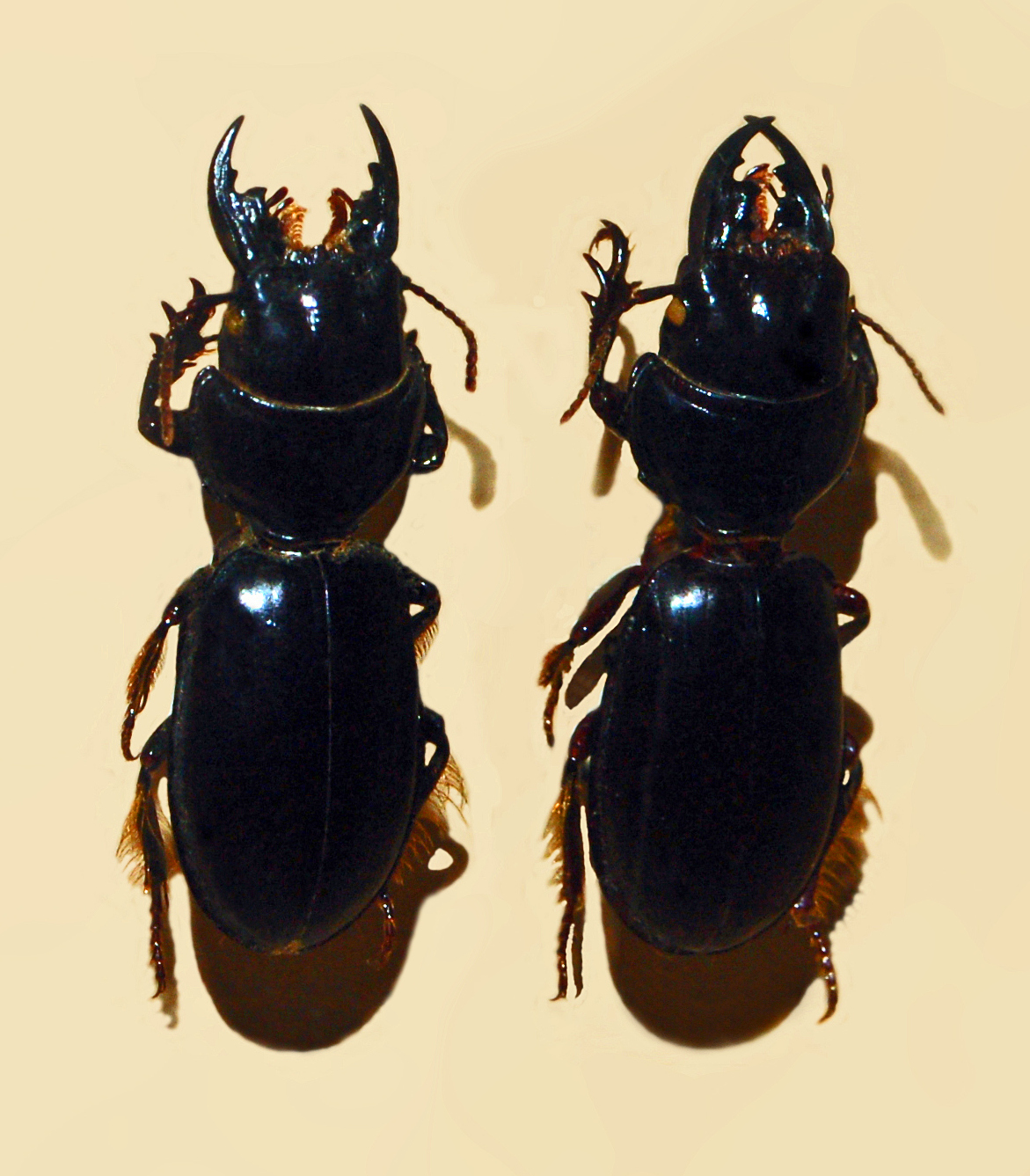
Scarites buparius de Tunisie.
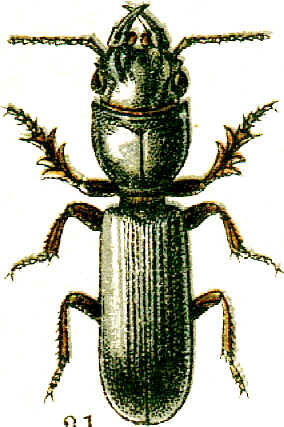
Scarites cylindronotus.
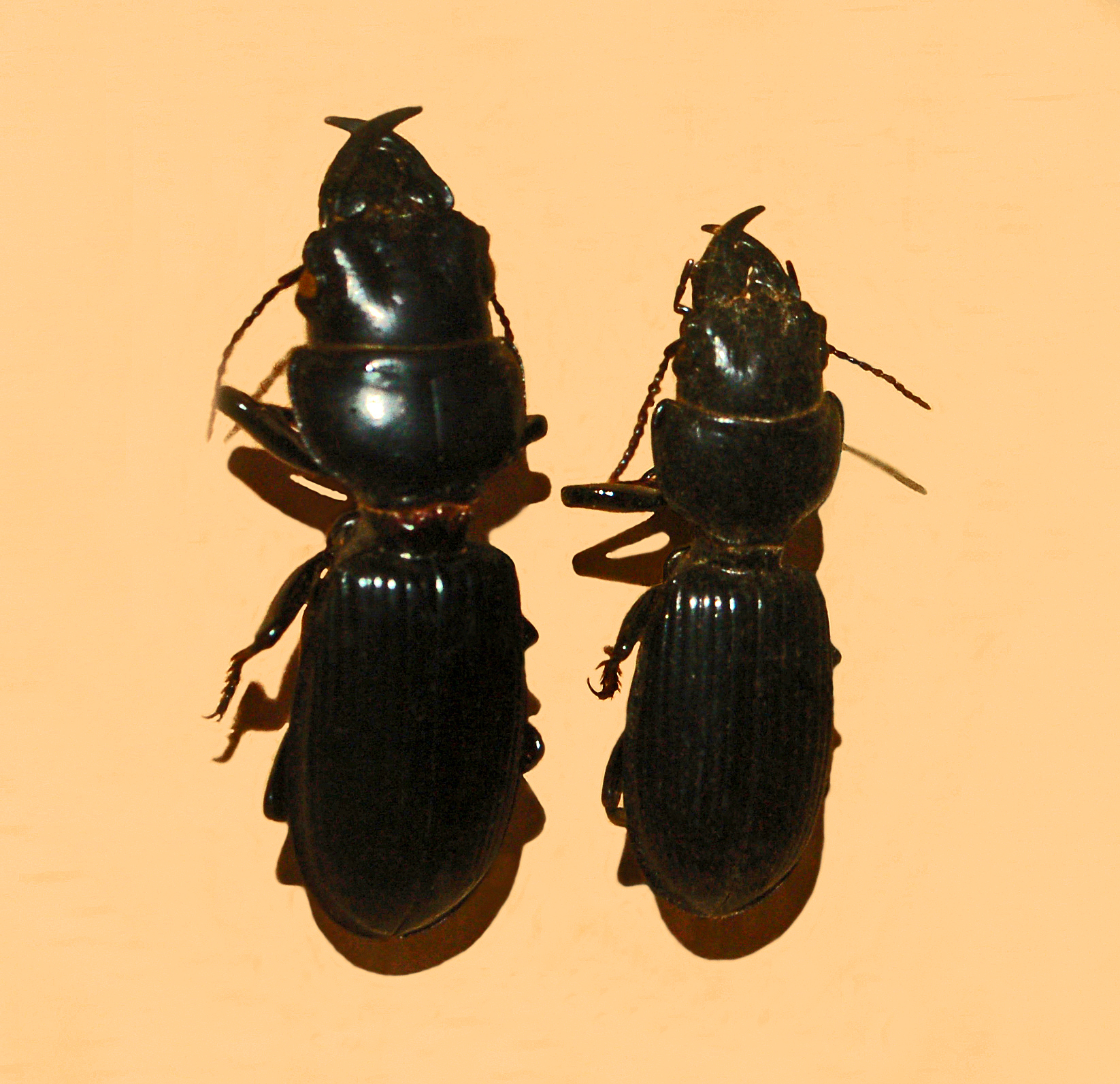
Scarites striatus.
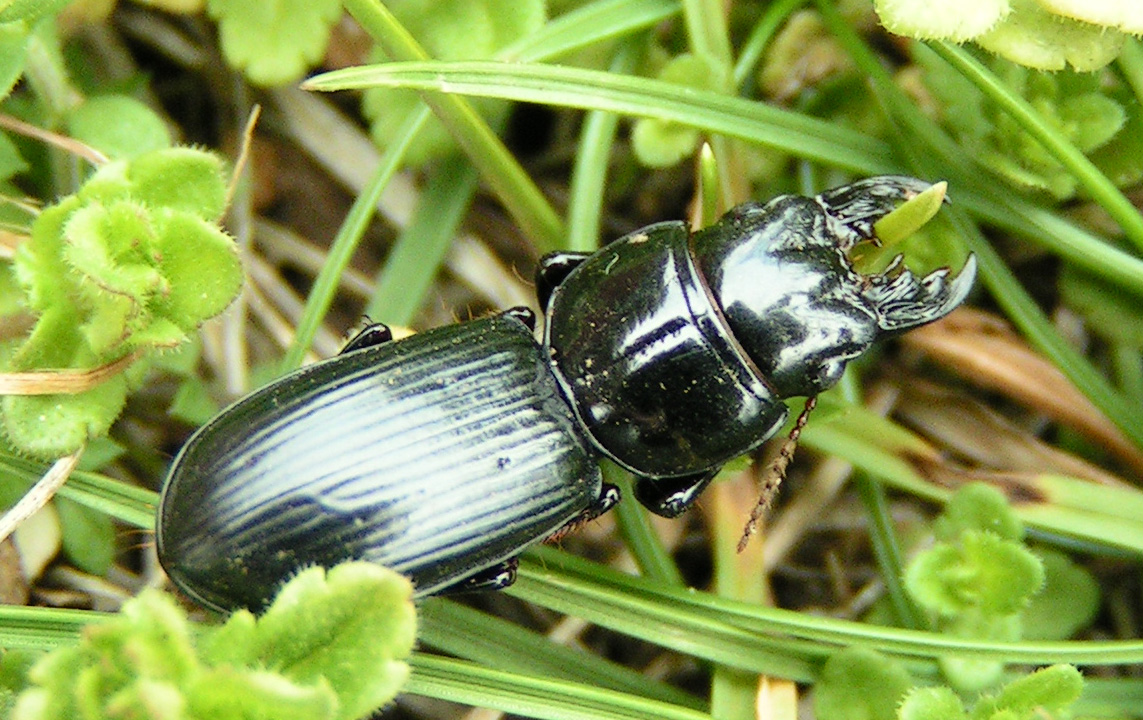
Scarites vicinus.

### Publication originale
- (la) J. C. Fabricius, Systema Entomologiae, Sistens Insectorum Classes, Ordines, Genera, Species Adiectis Synonymis, Locis, Descriptionibus, Observationibus, 1775, 1-832 p.